# Округ Вернон (Луизијана)
Вернон (енгл. Vernon Parish) је округ у америчкој савезној држави Луизијана.

## Демографија
По попису из 2010. године број становника је 52.334, што је 197 (-0,4%) становника мање него 2000. године.
| Група             | 2000.          | 2010.          |
| Белци             | 37.483 (71,4%) | 37.794 (72,2%) |
| Афроамериканци    | 8.962 (17,1%)  | 7.443 (14,2%)  |
| Азијати           | 828 (1,6%)     | 919 (1,8%)     |
| Хиспаноамериканци | 3.111 (5,9%)   | 3.775 (7,2%)   |
| Укупно            | 52.531         | 52.334         |